# Gerhard Friedrich (Theologe)
Gerhard Friedrich (* 20. August 1908 in Jodszen, Kreis Pillkallen; † 18. Januar 1986 in Kiel) war ein deutscher evangelischer Theologe, der sich als Professor besonders dem Neuen Testament widmete.

## Leben
Friedrich besuchte die Friedrichsschule Gumbinnen. Nach dem Abitur 1928 studierte er an den Universitäten Königsberg, Marburg und Tübingen. Nach 1933 schloss er sich keiner nationalsozialistischen Organisation an, was die Tätigkeit als Assistent an der Universität Tübingen erschwerte. Er ging in dieser Zeit zurück nach Ostpreußen und engagierte sich in der Bekennenden Kirche. Im Zweiten Weltkrieg wurde er Soldat, konnte jedoch 1940 noch seine Promotion  abschließen. 1944 geriet er in englische Kriegsgefangenschaft.
1947 wurde er auf einen Lehrstuhl für Neues Testament an der Theologischen Schule in Bethel berufen. 1953 wechselte er zur Universität Kiel, 1954 zur Universität Erlangen, deren Rektor er von 1964 bis 1966 war. Von 1968 bis zu seiner Emeritierung 1976 lehrte er wieder an der Universität Kiel.
Er war Vater von Johannes Friedrich.

## Werk und Bedeutung
Seit 1948 gab er in der Nachfolge von Gerhard Kittel das Theologische Wörterbuch zum Neuen Testament heraus, von dem bis dann bereits die ersten vier Bände erschienen waren. Dieses Werk wurde 1979 vollendet. Dieses Wörterbuch wurde in mehrere Sprachen übersetzt, z. B. Englisch, Italienisch, Spanisch, Japanisch und Französisch.  Außerdem betätigte er sich als Mitherausgeber des elfbändigen Werkes Das Neue Testament deutsch. Außerdem veröffentlichte er zahlreiche Bücher, unter anderem Utopie und Reich Gottes (1974), Sexualität und Ehe: Rückfrage an das Neue Testament (1977), Ökologie und Bibel: Neuer Mensch und alter Kosmos (1982) und Die Verkündigung des Todes Jesu im Neuen Testament (1982).

## Ehrungen
Friedrich erhielt 1969 den Bayerischen Verdienstorden und 1980 das Große Verdienstkreuz der Bundesrepublik Deutschland.

## Veröffentlichungen (Auswahl)
- Amt und Lebensführung. Eine Auslegung von 2. Kor. 6,1-10 (= Biblische Studien, Bd. 39). Neukirchener Verlag, Neukirchen-Vluyn 1963.
- Wer war Jesus? Die Verkündigung des vierten Evangelisten, dargestellt an Johannes 4,4-42. Calwer Verlag, Stuttgart 1967.
- Was heißt das, Liebe? Calwer Verlag, Stuttgart 1972, ISBN 3-7668-0368-9.
- Utopie und Reich Gottes. Zur Motivation politischen Handelns. Vandenhoeck & Ruprecht, Göttingen 1974, ISBN 3-525-33368-4.
- Sexualität und Ehe. Rückfragen an das Neue Testament (= Biblisches Forum, Bd. 11). Verlag Katholisches Bibelwerk, Stuttgart 1977, ISBN 3-460-08111-2.
- Auf das Wort kommt es an. Gesammelte Aufsätze zum 70. Geburtstag. Hrsg. von Johannes H. Friedrich. Vandenhoeck & Ruprecht, Göttingen 1978, ISBN 3-525-58113-0.
- Die Verkündigung des Todes Jesu im Neuen Testament (= Biblisch-theologische Studien, Bd. 6). Neukirchener Verlag, Neukirchen-Vluyn 1982, ISBN 3-7887-0673-2 (2. Aufl.1985).
- Ökologie und Bibel. Neuer Mensch und alter Kosmos. Kohlhammer, Stuttgart 1982, ISBN 3-17-007703-1.

Festschrift
- Horst Balz (Hrsg.): Das Wort und die Wörter. Festschrift Gerhard Friedrich zum 65. Geburtstag. Kohlhammer, Stuttgart 1973, ISBN 3-17-001473-0 (Bibliographie Gerhard Friedrich  S. 231–235).